# Benito Ruiz
Fray Benito Ruiz, más conocido por su seudónimo maestro Antolínez de Piedrabuena escritor dominico español del Siglo de Oro perteneciente al conceptismo.

## Biografía
Casi nada se sabe de él; según Nicolás Antonio, Antolínez de Piedrabuena es un seudónimo chusco del dominico fray Benito Ruiz, pero no ofrece más datos ni de dónde tomó la noticia. Por las obras que se conservan con su seudónimo, debió de haber vivido en Zaragoza.

## Obra
Escribió una novela alegórica en forma de sueño que alcanzó bastante éxito, Universidad de amor y escuelas del interés. Verdades soñadas o sueño verdadero. Al pedir de las mujeres, que salió en una miscelánea de diversos autores a costa de Francisco de Robles (Madrid: Alonso Martínez, 1636) en compañía de tres fábulas mitológicas, dos burlescas de Salvador Jacinto Polo de Medina (Fabula de Apolo y Daphne y Fabula de Pan y Syringa), y una, la Fabula de las tres diosas, de Gabriel del Corral; completa el bloque un discurso de Hipólito Laurencio de Castilla en prosa y verso titulado El mayor dolor de amor, y un romance A un hombre muy largo de cuerpo.
La Universidad de amor es una sátira contra la codicia de las mujeres emparentable con las Cartas del caballero de la Tenaza de Quevedo que adopta la forma alegórica de una universidad donde son educadas en la codicia, intriga, el embuste y el interés; según su calificación en distintas materias se les da el grado universitario correspondiente a sus méritos. La obra es una obra maestra del conceptismo, en el sentido de que es una sucesión continua y encadenada de equívocos desde el principio hasta el final; está escrita además con gracia y humor.
En 1639 se reimprimió en Murcia exenta por Luis Veros y en 1640 en Zaragoza por Pedro Lanaja y Lamarca, y nuevamente por este en el mismo lugar en 1642, pero con una segunda parte que firmaba el bachiller Gastón Daliso de Orozco, dedicada "a las damas de buen arte y de mejor garabato"; según Félix Latassa, esta continuación fue escrita en realidad por Juan Francisco Andrés de Uztarroz. En 1645 y en 1664 se reimprime otra vez en Zaragoza. En Francia se reimprimió también tres años antes (París:Miguel Vaugon, 1661) directamente de la edición de 1636 junto con las demás obras de la miscelánea, y al año siguiente fue traducida por Claude Lepetit (Paris: chez Jean Guignard, 1662)
El editor de las obras de Salvador Jacinto Polo de Medina José Alfay (Zaragoza: Diego Dorner, 1664) la incluye, junto con la continuación de Daliso de Orozco, como de este autor, curándose en salud en el prólogo que pone a esta obra diciendo que le parece es de él; no da ninguna otra razón, pero podemos suponer por qué: sencillamente porque figuraba junto a dos poemas suyos en la miscelánea de 1636. Fernando Gutiérrez y José María de Cossío creen además que la incluyó para completar el tomo y porque era obra demandada por el éxito que había tenido; al respecto no cabe duda, y el mismo Nicolás Antonio dice sobre ella que era facetissimus et ingeniosus libellus ("graciosísimo libro y lleno de ingenio"). Hay ediciines modernas: Madrid. Imprenta de Juan Pueyo. sin año, quizá 1918, y Barcelona: Agustín Núñez, 1961, al cuidado de Fernando Gutiérrez.
Vicente Salvá escribió haber visto otro libro atribuido a este tal Antolínez de Piedrabuena, Carnestolendas de Zaragoza en sus tres días (Zaragoza: Agustín Vergés, 1661); en efecto, existe y fue impreso a costa del citado José Alfay, que debía conocer al autor, seguramente el fraile dominico; recientemente ha sido reimpreso en facsímil en Zaragoza: Institución Fernando el Católico, 2005, con introducción de Luis García-Abrines. Es una novelita costumbrista que se caracteriza por sus rasgos satíricos y picarescos y por la abundancia de reflexiones morales propias de su autor, el presunto citado dominico. En ella se describe la celebración, en las calles de Zaragoza, de las fiestas de los tres días de Carnaval que dieron comienzo el domingo veinte de marzo de 1660. El autor retrata la fiesta tradicional con todo su color local, narrando los actos que contiene el marco carnavalesco de Zaragoza a mediados del siglo XVII: ruidos, máscaras, risas, requiebros, disfraces, gritos, golpes, mojigangas, cantos, bailes, coros, canciones danzadas, batallas cómicas, torneos, carrozas engalanadas, coches con caballos enjaezados, galeras abrigadas con reposteros, carros triunfantes, etcétera, incluido el sexo.